# D. Devant (prestidigitation)
D. Devant (prestidigitador) (también conocido como Devant's Hat Trick) fue un cortometraje mudo francés de 1897, dirigido por Georges Méliès, y protagonizando el mago David Devant.
Devant, un importante ilusionista teatral con sede en Londres, fue uno de los primeros defensores de las imágenes en movimiento, introduciéndolas en las actuaciones mágicas que hizo con John Nevil Maskelyne en el Egyptian Hall y llevándolas a actuaciones privadas y de gira. Conocía a Méliès tanto en Londres como en París, donde Devant solía ir a buscar nuevas películas. Fue Devant quien, en 1896, vendió a Méliès un proyector de cine fabricado por el pionero británico Robert Paul. El año que apareció para la cámara de Méliès, Devant también había sido filmado por Paul, y Devant más tarde intentaría hacer cine por su cuenta.
D. Devant, Conjurer fue distribuida por la Star Film Company de Méliès y ocupa el puesto 101 en sus catálogos. En Gran Bretaña, Philipp Wolff Company también lo distribuyó, bajo el título Devant's Hat Trick. La película completa actualmente se presume perdida. Sin embargo, un libro animado que muestra a un mago sacando un conejo de un sombrero, publicado por Léon Beaulieu a fines de la década de 1890, fue redescubierto en la década de 2010 y se identificó tentativamente como un fragmento de la película. Dos de las películas de Devant para Paul parecen sobrevivir en un formato fragmentario muy similar, como secuencias cortas para dispositivos tipo libro animado.